# Район Кіта (Хамамацу)
Райо́н Кіта́ (яп. 北区, きたく, МФА: [kʲita ku̥]) — район міста Хамамацу префектури Сідзуока в Японії. Розташований в північно-західній частині міста. Площа становить 295,59 км². Станом на 1 серпня 2011 року населення складало 94 377  осіб, густота населення — 319 осіб/км².

Район було реорганізовано та розділено між новоутвореними районами Чюо та Хамана 1 серпня 2024 року.

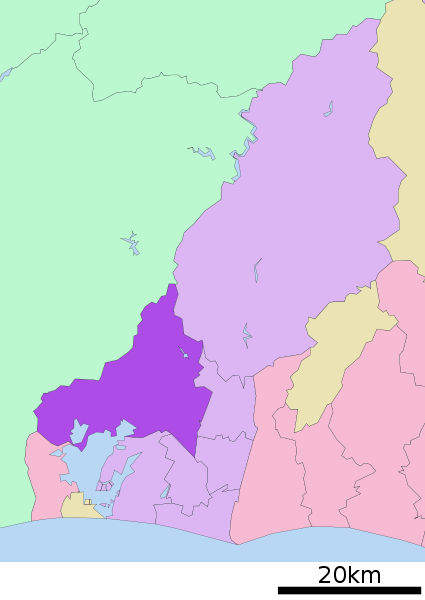